# Ceglie Messapica
Ceglie Messapica község (comune) Olaszország Puglia régiójában. 

## Fekvése
Brindisi megyében a Murgia délkeleti részén. A tájképet a trulli-stílusban épült házak, farmok valamint a lamiék (tipikus egyszobás dél-olaszországi épületek) teszik változatossá, valamint a vidék geológiájából adódó karsztjelenségek: barlangok, búvópatakok és dolinák. 

## Története
A hagyományok szerint a települést a pelaszgok alapították. Az első görög telepesek az i.e. 8. században jelentek meg, ekkor a város neve Kailìa volt. Később a messzápok hódították meg, akik egyik legfontosabb katonai bázisuknak tették meg. A rómaiak érkeztével a város, hanyatlásnak indult. A középkorban Celie de Galdo néven feudális birtok volt.

## Népessége
A lakosság számának alakulása:

## Főbb látnivalói
A város fő látnivalói a messzápok idejéből származó romok. Specchie a neve az egykori megalitikus erődöknek, melyek átmérője 20-tól 60 m-ig terjedt. Másik fő látnivalója a középkori nemesi palota, a Castello Ducale.